# Salim Bachi
 (février 2020).
Salim Bachi est un romancier né en 1971 à Alger.

## Biographie
Salim Bachi grandit à Annaba, dans l’est de l'Algérie. Il raconte dans Dieu, Allah, moi et les autres ses premières années à l'école publique et les mauvais traitements qu'il subissait de la part de ses instituteurs en raison de sa mauvaise volonté à apprendre le Coran. En 1981, malade, il reste une année en France dans un centre médicalisé. En 1982, il revient en Algérie pour étudier à l'école française d'Annaba. Après un séjour d’un an à Paris en 1995, il y revient en 1997 pour y faire des études de lettres à Paris Sorbonne. Il vit et travaille désormais à Paris. Son premier roman, Le Chien d'Ulysse, est publié en 2001 aux éditions Gallimard. Ce dernier fut salué par la critique et récompensé par le prix Goncourt du premier roman,.
Ses deux premiers romans font partie d’un cycle romanesque élaboré autour d’une ville imaginaire, l’antique Cyrtha. Ce cycle s'achève avec le recueil de nouvelles Les douze contes de minuit, qui cartographie la décennie de la guerre civile en Algérie.
Après une année de résidence à la Villa Médicis à Rome, son troisième roman, Tuez-les tous, témoigne du choix d'aborder un sujet complexe et douloureux : le terrorisme. Ce livre entame son deuxième cycle romanesque qui se compose de deux autres romans : Moi, Khaled Kelkal et Un jeune homme en colère. Dans ces œuvres, il choisit de se mettre dans la peau de ses personnages : 
- un terroriste du 11 septembre, décortiquant les mécanismes de violence et d’aliénation,
- Khaled Kelkal
- Tristan, jeune homme ayant perdu sa sœur dans les attentats du Bataclan.

Il entame en parallèle l’étude romanesque du fait religieux avec son roman, Le Silence de Mahomet, publié en septembre 2008, qui a été sélectionné au prix Goncourt, au prix Goncourt des Lycéens et au prix Renaudot la même année. Dans ce livre, Mahomet devient le sujet d’un roman dans lequel quatre de ses plus proches fidèles se souviennent de l’homme qu’il a été, avec ses doutes et ses espérances, ses faiblesses et sa grandeur. Le Silence de Mahomet présente une vision romancée et controversée de Mahomet puisque le prophète de l'islam est présenté comme un homme lettré conscient de sa mission prophétique et guerrière.
Salim Bachi a publié dix ouvrages aux éditions Gallimard dans la collection blanche : Le Chien d'Ulysse, La Kahéna, Tuez-les tous, Les douze contes de minuit, Le Silence de Mahomet, Amours et aventures de Sindbad le Marin, Le Consul, Dieu, Allah, moi et les autres, Un jeune homme en colère et La peau des nuits cubaines. Il a également publié deux autres romans aux éditions Grasset et Flammarion : Moi, Khaled Kelkal et Le dernier été d'un jeune homme, une exofiction sur le jeune Albert Camus, qui rejoint par là son travail sur Mahomet et Khaled Kelkal et qui s'achève par Le Consul, sur Aristides de Sousa Mendes, constituant là aussi une trilogie de « la religion ». Le Consul relate, sous forme de confession, la destinée du consul du Portugal à Bordeaux Aristides de Sousa Mendes, catholique fervent et humaniste, qui permit à des milliers de réfugiés venus de toute l'Europe d'échapper en juin 1940 à la menace nazie en leur accordant des visas malgré les ordres de son gouvernement, tenu par la main de fer de Salazar. Salim Bachi a par ailleurs publié trois récits autobiographiques: Autoportrait avec Grenade, aux éditions du Rocher, Dieu, Allah, moi et les autres aux éditions Gallimard et enfin L'exil d'Ovide aux éditions Lattes.
L'éditeur de ses premiers livres est la maison d'édition Barzakh, appartenant à Sofiane et Selma Hadjadj et située à Alger. Le reste de son œuvre n'est pas publiée en Algérie pour des raisons de censure religieuse et politique.

## Œuvres
- Le Chien d'Ulysse (roman), éditions Gallimard, 2001 – Prix littéraire de la Vocation, prix Goncourt du premier roman, Bourse de la découverte Prince Pierre de Monaco
- La Kahéna (roman), éditions Gallimard, 2003 – Prix Tropiques 2004[8]
- Autoportrait avec Grenade (récit), éditions du Rocher, 2005
- Tuez-les tous, roman, éditions Gallimard, 2006
- Les Douze Contes de minuit (nouvelles), éditions Gallimard, 2006
- Le Silence de Mahomet (roman), éditions Gallimard, 2008
- Amours et aventures de Sindbad le Marin (roman), éditions Gallimard, 2010
- Moi, Khaled Kelkal (roman), éditions Grasset, 2012
- Le Dernier Été d'un jeune homme (roman), éditions Flammarion, 2013
- Le Consul (roman), éditions Gallimard, 2014
- Dieu, Allah, moi et les autres (récit), éditions Gallimard, 2017 – Prix Renaudot poche 2018[9]
- Un jeune homme en colère (roman), éditions Gallimard, 2018
- L'exil d'Ovide (essai), éditions Jean-Claude Lattes, 2018
- La peau des nuits cubaines (roman), éditions Gallimard, 2021

## Prix littéraires
- 2001 : prix littéraire de la vocation, prix Goncourt du premier roman et Bourse de la découverte Prince Pierre de Monaco pour Le Chien d'Ulysse (roman)

- 2004 : prix Tropiques pour La Kahéna (roman)[8]
- 2018 : prix Renaudot poche pour Dieu, Allah, moi et les autres (roman)[9]